# Plastika
 Ovo je glavno značenje pojma Plastika. Za druga značenja pogledajte Likovna umjetnost.
Plastika je naziv za različite umjetne ili poluumjetne polimerske materijale.

## Kratki pregled
Plastika je sintetički materijal koji se koristi za izradu raznih materijala i može vrlo učinkovito zamijeniti prirodne materijale i sirovine. Prvi put se pojavila početkom 19. stoljeća. Plastika je postala nezamjenjiva u svakodnevnom životu zbog svojstava kao što su niska cijena, laka obrada, mala težina.
Plastika može biti tvrda poput stijene, čvrsta poput čelika, prozirna poput stakla i fleksibilna poput gume. Također se lako boji i otporna je na vodu i razne kemikalije. Osnovna sirovina za dobivanje plastike je nafta, koja je neobnovljivi prirodni resurs.
Plastika se koristi u građevinarstvu, elektrotehnici, poljoprivredi, automobilskoj industriji, a najčešće se nalazi u obliku ambalaže. Plastična ambalaža je jeftina i jednostavna za korištenje. Postoji mnogo vrsta plastike, a često se označavaju skraćenicama, kao što su PET (polietilen tereftalat, koji se koristi za pakiranje boca bezalkoholnih pića) i PS (polistiren). PET je granulirani termoplastični polimer iz obitelji poliestera i široko se koristi u proizvodnji sintetičkih vlakana, ambalaže za piće, hranu ili tekućine. PET je jedna od najvažnijih sirovina koja se koristi u umjetnim vlaknima. Razdoblje razgradnje PET-a je nekoliko stotina godina.
Veliki ekološki problem vezan uz plastiku je njena biološka nerazgradivost. Za razgradnju plastične ambalaže u prirodi potrebno je 100 do 1000 godina! Ipak, plastika neće puno naškoditi prirodi ako se zna da se može reciklirati i ako se odvaja od ostalog otpada na mjestu nastanka. Problem nastaje ako se prave novi plastični materijali, a stari se ne recikliraju.
Kako znamo o kojoj se vrsti plastike radi?
Svaka vrsta plastike ima svoju oznaku. Na plastičnoj ambalaži potražite znak u obliku trokuta s brojem unutar i kraticom ispod njega. PET boce odlažite u posebne spremnike namijenjene isključivo ovoj vrsti otpadne ambalaže. Prije skladištenja potrebno je skinuti čepove jer su napravljeni od druge vrste plastike i stišću bočicu te time smanjuju volumen koji ona zauzima.
Plastični otpad čini 10 do 17 % ukupne mase (volumena) otpada iz kućanstava, a taj se udio povećava.
U EU se godišnje reciklira oko 275.000 tona plastike, što je prosječno oko 15 milijuna boca dnevno.
Većina obitelji godišnje baci oko 40 kg plastike koja se može uspješno reciklirati.
Upotreba plastike u EU raste po godišnjoj stopi od 4%.

## Bakelit
Tvrda umjetna smola, kondenzacijski produkt fenola ili krezola s formaldehidom. Upotrebljava se kao izolator u elektrotehnici. Dobio naziv po L. H. Bakelandu koji ga je proizveo 1908.

## Plastika i okoliš
Plastični otpad u kući je mješovit i čini ga 6 osnovnih vrsta plastike. Po obveznim brojevima to su: 
- PET [poli(etilen-tereftalat), 1], PE-HD (polietilen visoke gustoće, 2), PVC [poli(vinil-klorid), 3], PE-LD (polietilen niske gustoće, 4), PP (polipropilen, 5), PS (polistiren, 6), ostali plastični materijali, 7).[1]

## Najčešće plastike i primjene
Plastika se danas najviše koristi u izgradnji automobila. 65 posto suvremenih tekstilnih vlakana načinjena su od fosilne plastike. Najveći zagađivač su čestice nastale pranjem tekstilne odjeće. Druge su čestice iz automobila koje onečišćuju česticama nastalim habanjem (ispravno abrazijskim trošenjem) gumenih pneumatika. Tek 4,4% svjetske proizvodnje plastike čine plastične vrećice.
- PE (polietilen) Polietilena ima još mnogo vrsta, najčešće korištene su
- LDPE (Low-density polyethylene) polietilen niske gustoće i
- HDPE (High-density polyethylene) polietilen visoke gustoće. U oba slučaja, gustoća je uvijek manja od 1g/cm3, to jest pluta na vodi.
- PP (polipropilen) neprozirna plastika, elastična i dosta termootporna, koristi se za termootporne plastične čaše, za čepove za boce (jer brtvi).
- PTFE (politetrafloroetilen), poznat pod nazivom teflon, niska koeficijenta trenja, vrlo visoka tališta, neproziran. Koristi se u obliku folije za brtvljenje vodovodnih i plinskih cijevi, kao površinski sloj tava i ostalih posuda koje se ne lijepe.
- PS (polistiren) Potpuno prozirna plastika, ali se uglavnom koristi u obliku pjene (stiropora)za termo-izolaciju. Koristi se i za plastične čaše, male prozirne kutijice, ravnala i geometrijski pribor.
- PET (polietilen tereftalat) se koristi uglavnom za ambalaže (PET boce za pića). Gušći je od vode.
- ABS (akrilonitril-butadien stirel) Čvrsta i žilava plastika premda ju je teže lijepiti. Koristi se za kućišta za računala, monitore, pisače i mnoge druge stvari.
- PMMA  (polimetil-metakrilat), umjetno (akrilno) staklo, poznato pod nazivom plexi (perspex, plexiglas). Prozirna plastika, gustoće oko 1,1g/cm3, boljih fizičkih svojstava od običnog stakla, osim otpornosti na temperaturu (staklu je talište oko 900°C, a PMMA pri 200°C postaje gumenasta i savitljiva). Koristi se kao zamjena za staklo uglavnom. Može se lijepiti cijanoakrilatom (cijanofix, sekundno ljepilo). PMMA izgara potpuno (pretvori se u vodenu paru i ugljični dioksid ne ostavljajući traga za sobom).
- PVC  (polivinil-klorid) inače je čvrsta, ali obično se dodaju tvari za omekšavanje.

## Utjecaj na zdravlje
Pojedine plastike (Tip 3, 6 i 7) sadrže otrovnu tvar bisfenol A koja štetno utječe na zdravlje ljudi.

## Vanjske poveznice
- Plastika Hrvatska tehnička enciklopedija, portal hrvatske tehničke baštine. LZMK

Sestrinski projekti

|  | Zajednički poslužitelj ima još gradiva o temi Plastika |